# 유성온천역
유성온천(충남대·목원대)역(Yuseong Spa(Chungnam National University·Mokwon University)Station, 儒城溫泉(忠南大學·牧園大學)驛)은 대전광역시 유성구 봉명동에 있는 대전 도시철도 1호선의 전철역이다. 대전 도시철도 2호선이 계획대로 건설될 경우 이 역은 1호선과 2호선의 환승역이 된다. 갑천 하저터널로 갑천역과 연결된다. 충남대학교는 걸어서 접근이 가능하나 목원대학교와는 거리가 조금 있다. 대전 도시철도 2호선이 개통되면 충남대역과 목원대역이 생길 것이므로 병기역명은 삭제될 것으로 보인다.

## 특징
유성네거리 교차로에 역이 위치하고 있으며 출구는 8개가 설치되어 있다. 인근에 충남대학교와 목원대학교가 있다. 충남대학교는 정문까지 걸어서 갈 수 있지만 목원대학교로 가려면 시내버스로 환승해야 한다.
만년교 하저터널로 갑천역과 연결된다. 도착 안내 방송에서는 한때 배경음으로 《옹헤야》를 사용하기도 했으나 현재는 나오지 않는다.

## 연혁
- 2003년 7월 25일 : 유성온천(충남대·목원대)역으로 역명 확정[1]
- 2007년 4월 17일 : 2단계 (정부청사 ~ 반석) 구간 개통과 함께 영업 개시

## 역 구조
2면 2선의 상대식 승강장이 있는 지하역이다. 스크린도어가 설치되어 있다.

### 승강장
| 갑천 ↑ |
| \| 상  |
| ↓ 구암 |

| 상행 | ● 대전 도시철도 1호선 | 갑천 · 시청 · 대전역 · 판암 방면         |
| 하행 | ● 대전 도시철도 1호선 | 구암 · 현충원 · 월드컵경기장 · 반석 방면 |

- 승강장 번호는 없다.

## 역 주변
- 충남대학교 방면
- 목원대학교 방면 (106번, 115번, 312번, 706번 이용)
- 대전유성우체국
- 봉명동우체국
- 온천1동 주민센터
- 유성고등학교
- 유성온천 수질관리소
- 유성 CJ나인파크
- 유성자이아파트
- 유성호텔
- 계룡스파텔
- 호텔 인터시티
- 동아 벤처타워
- 노블레스타워
- 한진 오피스텔
- 현대리조텔
- 사이언스 타운
- 삼성전자서비스 유성온천점
- 도안신도시 휴먼시아
- 궁동 로데오거리
- CJ CGV 유성온천점
- 매드블럭

## 승차량 변동
원신흥동 및 도안동 쪽의 서남부권 택지 개발 이후 이용률이 폭발적으로 증가하고 있으며, 현재도 이용률이 지속적으로 증가하고 있는 추세다. 가수원동, 관저동, 진잠동 일대에 밀집해 있는 주택단지로 가장 빠르게 갈 수 있는 교통의 요지에 자리하고 있어서 이용객이 대전역 다음으로 많다.
| 역 노선 | 1일 평균 승차 인원 | 1일 평균 승차 인원 | 1일 평균 승차 인원 | 1일 평균 승차 인원 | 1일 평균 승차 인원 | 1일 평균 승차 인원 | 1일 평균 승차 인원 | 1일 평균 승차 인원 | 1일 평균 승차 인원 | 1일 평균 승차 인원 |
| 역 노선 | 2006년             | 2007년             | 2008년             | 2009년             | 2010년             | 2011년             | 2012년             | 2013년             | 2014년             | 2015년             |
| ------- | ------------------ | ------------------ | ------------------ | ------------------ | ------------------ | ------------------ | ------------------ | ------------------ | ------------------ | ------------------ |
| 1호선   | 미개통             | 3,899              | 4,777              | 5,690              | 5,990              | 7,256              | 7,683              | 8,192              | 8,668              | 8,985              |
| 1호선   | 2016년             | 2017년             | 2018년             | 2019년             | 2020년             |                    |                    |                    |                    |                    |
| 1호선   | 8,961              | 9,097              | 9,180              | 9,537              |                    |                    |                    |                    |                    |                    |

## 갤러리

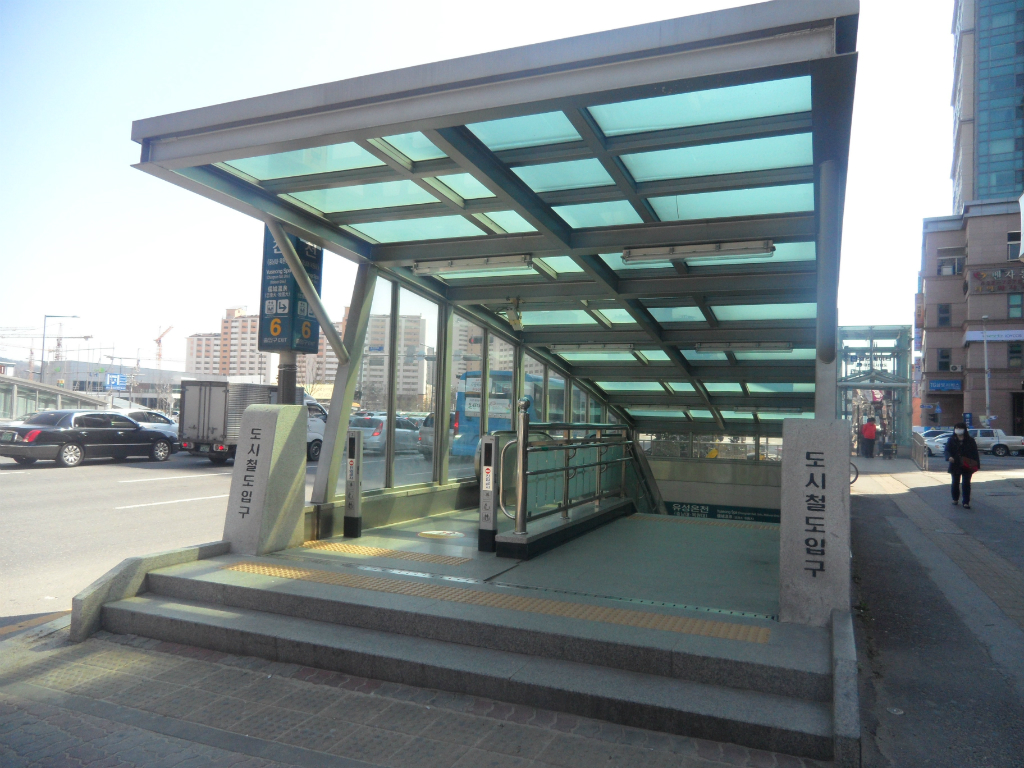
6번 출구
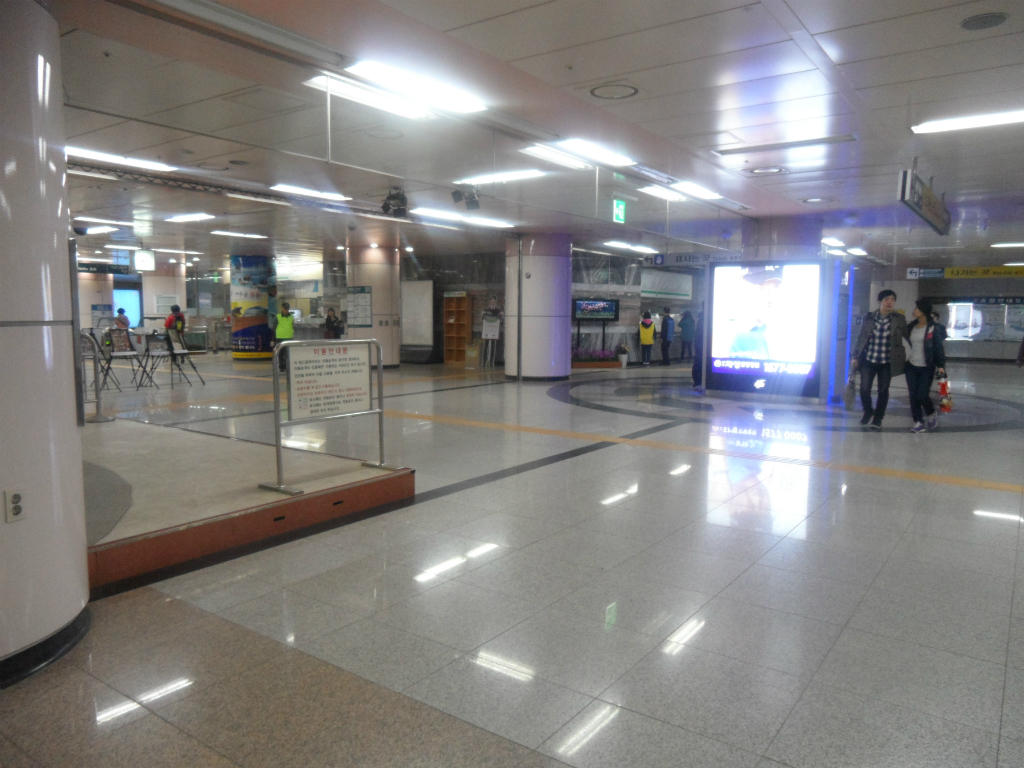
대합실
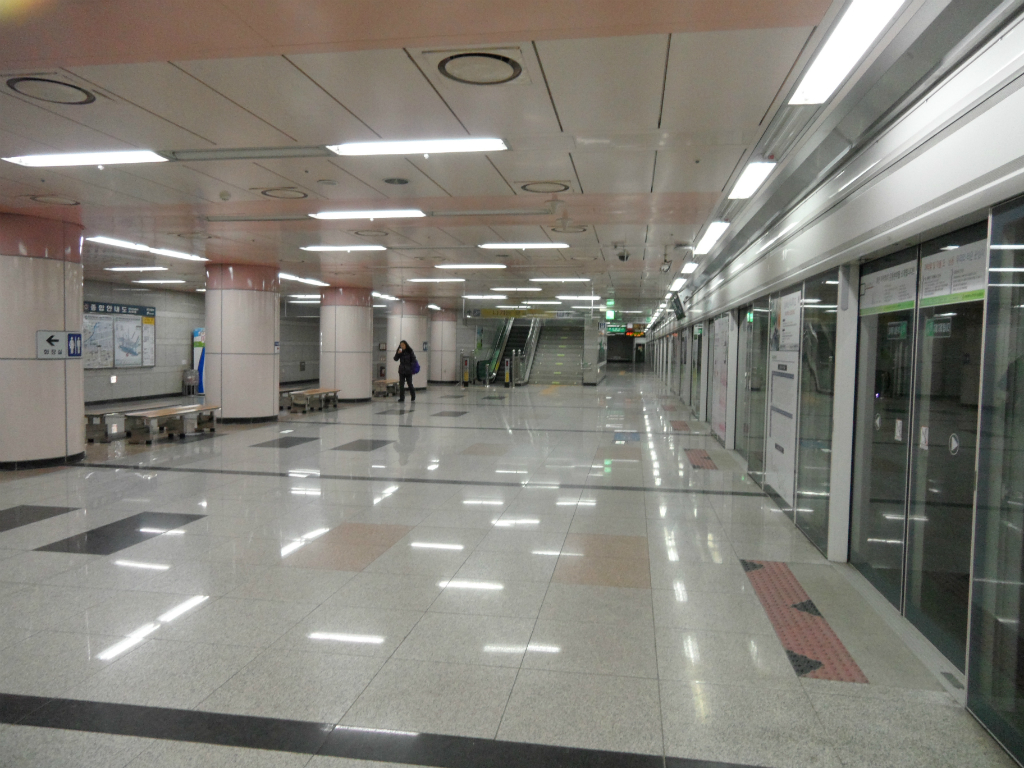
승강장
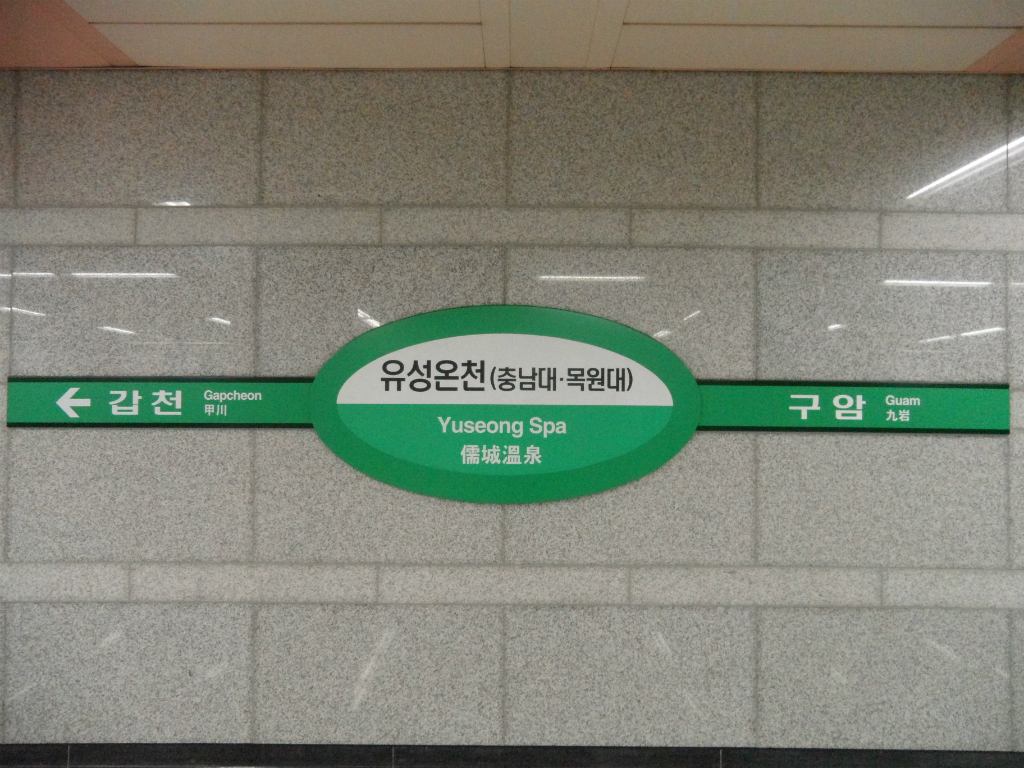
판암 방면 역명판

## 인접한 역
| 대전 도시철도 1호선 | 대전 도시철도 1호선   | 대전 도시철도 1호선 |
| ------------------- | --------------------- | ------------------- |
| 115 갑천 판암 방면  | ● 대전 도시철도 1호선 | 117 구암 반석 방면  |